# Elbert (Colorado)
Elbert es un lugar designado por el censo ubicado en el condado de Elbert en el estado estadounidense de Colorado. En el Censo de 2010 tenía una población de 230 habitantes y una densidad poblacional de 187,35 personas por km².

## Geografía
Elbert se encuentra ubicado en las coordenadas 39°13′8″N 104°32′26″O / 39.21889, -104.54056. Según la Oficina del Censo de los Estados Unidos, Elbert tiene una superficie total de 1,23 km², de la cual 1,23 km² corresponden a tierra firme y (0%) 0 km² es agua.

## Demografía
Según el censo de 2010, había 230 personas residiendo en Elbert. La densidad de población era de 187,35 hab./km². De los 230 habitantes, Elbert estaba compuesto por el 97,83% blancos, el 0% eran afroamericanos, el 0% eran amerindios, el 0% eran asiáticos, el 0% eran isleños del Pacífico, el 0% eran de otras razas y el 2,17% pertenecían a dos o más razas. Del total de la población el 1,3% eran hispanos o latinos de cualquier raza.